# Karl Mayet
Karl Mayet (11. srpna 1810, Berlín – 18. května 1868, Stettin, nyní Štětín v Polsku ) byl německý šachový mistr 19. století.
Karl Mayet, povoláním advokát a soudce, patřil k berlínské šachové skupině Plejády, založené Ludwigem Bledowem, která se scházela v Berlínské šachové společnosti. Z jeho šachových výsledků lze jmenovat:
- roku 1839 výhru nad maďarským šachistou Józsefem Szénem 3:2 (=1),
- roku 1845 remízu s Augustem Mongredienem 3:3 (=1),
- roku 1847 prohru s Wilhelmem Hansteinem 5:12 (=1),
- roku 1848 prohru s Danielem Harrwitzem 2:5 (=2),
- účast na šachovém turnaji v Londýně roku 1851, kde však prohrál hned v prvním kole s Hughem Alexandrem Kennedym 0:2
- roku 1851 prohru s Adolfem Anderssenem v Berlíně 0:4,
- roku 1853 třetí místo na prvním berlínském šachovém mistrovství za Jeanem Dufresnem a Maxem Langem,
- prohry s Adolfem Anderssenem roku 1855 6:14 (=1), roku 1859 1:7 a roku 1865 2:5 (=1),
- roku 1866 prohru s Gustavem Richardem Neumannem 1:6